# Llandaff
Llandaff (velšsky Llandaf) je část města Cardiff ve Walesu. Původně šlo o samostatnou obec, která byla roku 1922 přičleněna ke Cardiffu. V roce 2011 zde žilo 8997 obyvatel. Stojí zde Llandaffská katedrála z dvanáctého století, která je sídlem biskupa z Llandaffu, jehož diecéze pokrývá nejlidnatější oblast jižního Walesu. Dále se zde nachází školy The Cathedral School a Howell's School Llandaff.